# Зейдель, Филипп Людвиг фон
Филипп Людвиг фон Зе́йдель (нем. Philipp Ludwig von Seidel; 24 октября 1821, Цвайбрюккен — 13 августа 1896, Мюнхен) — немецкий математик и астроном.

## Биография
Родился в 1821 году в семье работника почтового ведомства, в связи с чем семья часто переезжала с места на место. Учился в Берлинском университете (1840-42), Кёнигсбергском университете (1842-43) и Мюнхенском университете, где в 1846 году получил докторскую степень (в современной России соответствует степени кандидата), защитив диссертацию «Über die beste Form der Spiegel in Teleskopen» («О лучшей форме зеркал в телескопах»), а уже через шесть месяцев, пройдя хабилитацию (и представив диссертацию «Untersuchungen über die Konvergenz und Divergenz der Kettenbrüche» в области математики, а не астрономии), стал приват-доцентом университета.
В 1851 году назначен экстраординарным профессором, а в 1855 году — профессором Мюнхенского университета. Среди студентов Зейделя в университете Мюнхена был Макс Планк, который по его собственным словам многому научился у своего преподавателя.
В 1851 году был избран членом-корреспондентом Баварской академии наук, а в 1861 году стал действительным членом академии.
С 1879 по 1882 год был директором обсерватории в Богенхаузене. Рано вышел в отставку из-за проблем со зрением.

## Научная деятельность
Работал в области математики и астрономии. В 1856 году создал теорию аберраций оптических систем третьего порядка. В 1865—1866 годах на основе теории Зейделя Адольфом Гуго Штейнгейлем (сыном немецкого оптика и основателя оптического завода Карла Штейнгейля) был рассчитан и построен портретный объектив — апланат, ставший основным типом объектива, использовавшегося фотографами в конце XIX и начале ХХ вв.
Используя фотометр К.Штейнгейля, проводил астрономические наблюдения с целью определения яркости звёзд и в 1863 году выпустил труд «Результаты фотометрических измерений 208 главных неподвижных звезд», представлявший собой первый фотометрический звездный каталог, имеющий научное значение. Помимо этого определял яркость больших планет, а также изучал поглощение света земной атмосферой.
В области чистой математики труды Зейделя касаются, главным образом, теории рядов и других объектов математического анализа. В опубликованной в 1874 году работе предложил итерационный метод решения системы линейных алгебраических уравнений, ныне известный как метод Зейделя или метод Гаусса — Зейделя.

## Память
В 1970 году Международный астрономический союз присвоил имя Филиппа Зейделя кратеру на обратной стороне Луны.

## Работы
- 1846 «Über die beste Form der Spiegel in Teleskopen», Diss.
- 1847 "Untersuchungen über die Konvergenz und Divergenz der Kettenbrüche, Habilitationsschrift.
- 1848 Carl August von Steinheil und Philipp Ludwig von Seidel, Tafeln zur Reduction von Wägungen, mit einer Beilage, in: Gelehrte Anzeigen, hg. von den Mitgliedern der k. Bayerischen Akademie der Wissenschaften, 1848, Bd. 26, S. 301—308.
- 1852 «Untersuchungen über die gegenseitigen Helligkeiten der Fixsterne erster Größe und über die Extinction des Lichtes in der Atmosphäre. Nebst einem Anhange über die Helligkeit der Sonne verglichen mit Sternen, und über die Licht reflektierende Kraft der Planeten», in: Denkschriften der Bayerischen Akademie der Wissenschaften, Bd. 28, S. 539—660. (Digitalisat)
- 1857 «Ueber die Theorie der Fehler, mit welchen die durch optische Instrumente gesehenen Bilder, behaftet sind, und über die mathematischen Bedingungen ihrer Aufhebung.», in: Abhandlungen der naturwissenschaftlich-technischen Commission bei der Königl. Bayerischen Akademie der Wissenschaften in München, Nr. 1. (1857) 227—267
- 1859 «Untersuchungen über die Lichtstärke der Planeten Venus, Mars, Jupiter und Saturn».
- 1863 «Resultate photometrischer Messungen an 208 der vorzüglichsten Fixsterne», in: Denkschriften der Bayerischen Akademie der Wissenschaften, Bd. 34, 3. Abteilung, S. 419—610. (Digitalisat)
- 1866 zusammen mit Eugen Leonhard, Helligkeitsmessungen an 208 Fixsternen mit dem Steinheil’schen Photometer in den Jahren 1852—1860, in: Denkschriften der Bayerischen Akademie der Wissenschaften, Bd. 37, 1. Abteilung 1866, S. 201—319. (Digitalisat)
- 1867 Ein Beitrag zur Bestimmung der Grenzen der mit der Wage gegenwärtig erreichbaren Genauigkeit, in: Sitzungsberichte der k. Bayerischen Akademie der Wissenschaften zu München, Sitzung am 6. Juli, Jg. 1867, Bd. II, S. 231—246.
- 1871 Ueber eine Darstellung des Kreisbogens, des Logarithmus und des elliptischen Integrales erster Art durch unendliche Producte., 1871, Journal für die reine und angewandte Mathematik, Band 73 (недоступная ссылка) S. 273—291
- 1871 Ueber eine eigenthümliche Form von Functionen einer complexen Variabeln und über transcendente Gleichungen, die keine Wurzeln haben., 1871, Journal für die reine und angewandte Mathematik, Band 73 (недоступная ссылка) S. 297—304
- 1874 Über ein Verfahren, die Gleichungen, auf welche die Methode der kleinsten Quadrate führt, sowie lineare Gleichungen überhaupt, durch successive Annäherung aufzulösen, Abhandlungen der Mathematisch-Physikalischen Klasse der Königlich Bayerischen Akademie der Wissenschaften. Band 11, III. Abtheilung, S. 81-108, 1874 (Digitalisat)